# Jean Thierry Lazare
Jean Thierry Lazare Amani (ur. 7 marca 1998 w Diégonéfli) – iworyjski piłkarz grający na pozycji środkowego pomocnika. Od 2021 jest zawodnikiem klubu Royale Union Saint-Gilloise, do którego jest wypożyczony z Royalu Charleroi.

## Kariera klubowa
Swoją karierę piłkarską Lazare rozpoczął w katarskiej akademii Aspire Academy. Następnie w 2016 przeszedł do KAS Eupen. 6 sierpnia 2016 zadebiutował w jego barwach w pierwszej lidze belgijskiej w przegranym 0:2 domowym meczu z KV Mechelen. W KAS Eupen występował do stycznia 2020 roku.
W styczniu 2020 Lazare przeszedł do Royalu Charleroi, a latem został wypożyczony do portugalskiego GD Estoril Praia. Swój debiut w nim zaliczył 25 października 2020 w wygranym 2:0 wyjazdowym meczu z Varzim SC. W Estoril grał przez rok.
Latem 2021 Lazare został wypożyczony do Royale Union Saint-Gilloise. Swój debiut w nim zanotował 25 lipca 2021 w wygranym 3:1 wyjazdowym spotkaniu z Anderlechtem.
| Sezon   | Klub             | Kraj       | Rozgrywki       | Mecze | Gole |
| ------- | ---------------- | ---------- | --------------- | ----- | ---- |
| 2016/17 | KAS Eupen        | Belgia     | Eerste klasse A | 26    | 2    |
| 2017/18 | KAS Eupen        | Belgia     | Eerste klasse A | 30    | 0    |
| 2018/19 | KAS Eupen        | Belgia     | Eerste klasse A | 28    | 1    |
| 2019/20 | KAS Eupen        | Belgia     | Eerste klasse A | 7     | 1    |
| 2019/20 | Royal Charleroi  | Belgia     | Eerste klasse A | 0     | 0    |
| 2020/21 | GD Estoril Praia | Portugalia | Segunda Liga    | 21    | 1    |

## Kariera reprezentacyjna
Lazare ma za sobą występy w reprezentacji Wybrzeża Kości Słoniowej U-20, z którym zajął 2. miejsce na Turnieju w Tulonie. Strzelił na nim 2 gole, w meczu z Francją (2:1) i półfinale z Czechami (2:1).